# 所台站
所台站（：／ Sotae yeok */?）是光州地鐵1號線沿線的一座地下車站，位於韓國光州廣域市东区所台洞。

## 車站結構
站體為2面2線側式月台的地下車站，候車月台設有月台幕門。有出口共4處，其中1號出口位於地上站舍。

### 月台配置
| 鹿洞 ↑            |
| \| 上             |
| ↓ 鶴洞·證心寺入口 |

| 月台 | 路線               | 目的地   |
| ---- | ------------------ | -------- |
| 上行 | ●光州都市铁道1号线 | 鹿洞方向 |
| 下行 | ●光州都市铁道1号线 | 平洞方向 |

## 歷史
- 2004年4月28日：落成啟用。

## 車站周邊
- 東一電子情報高校
- 東一未來科學高校
- 池元淨水廠
- 池元治安中心
- 光州永樂教會
- 所台站城際客運站

## 圖片

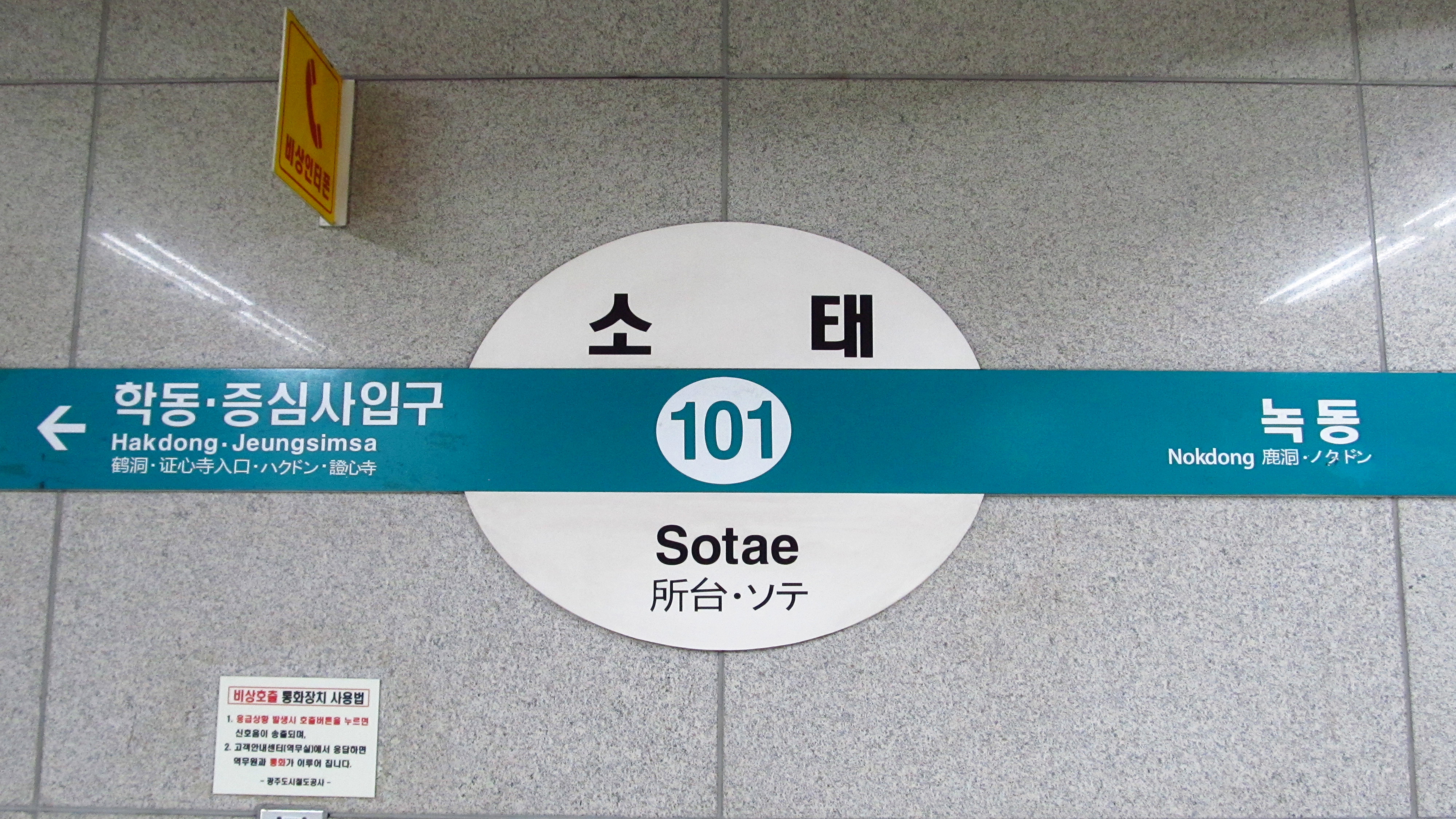
站名牌
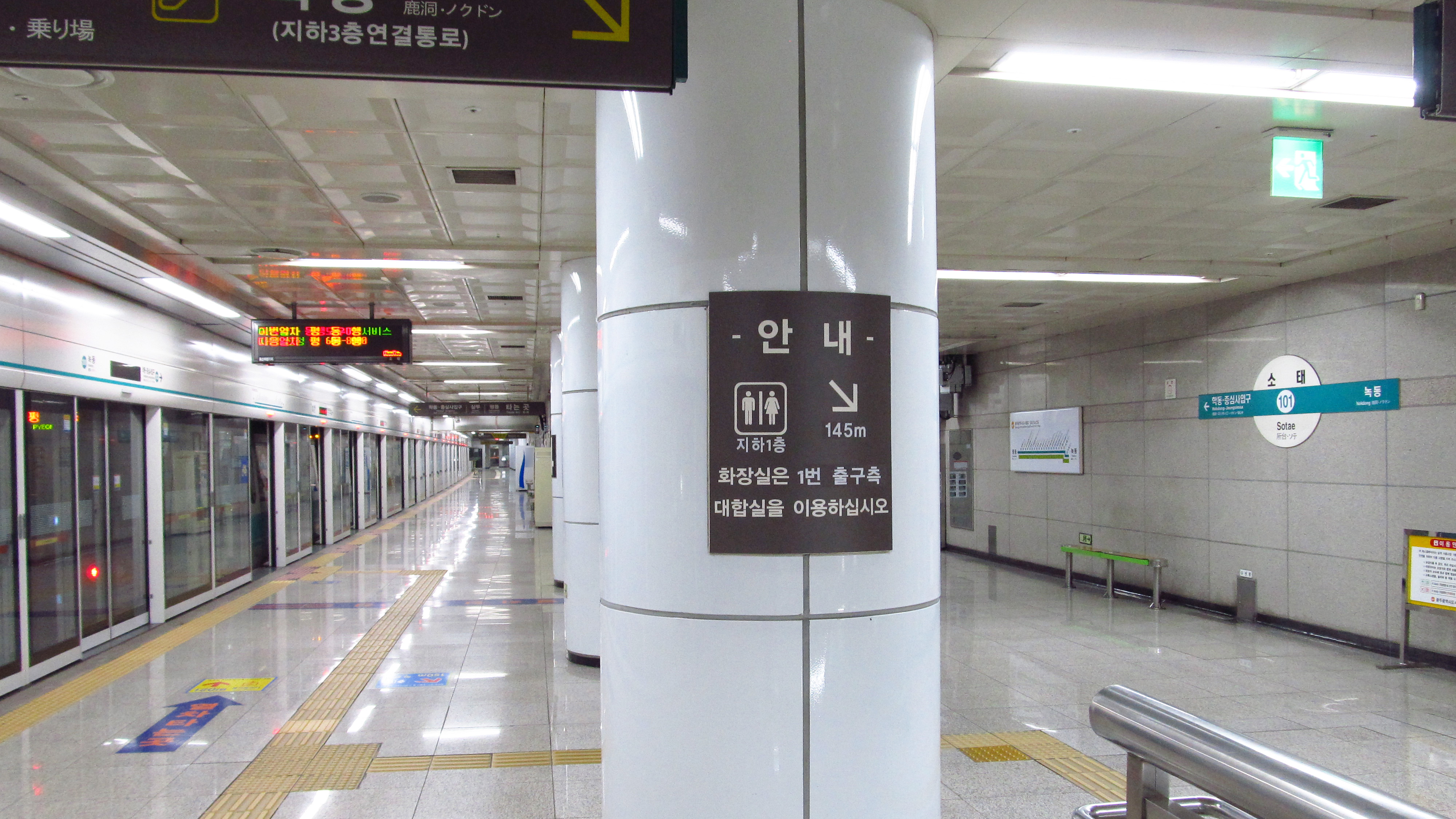
候車月台
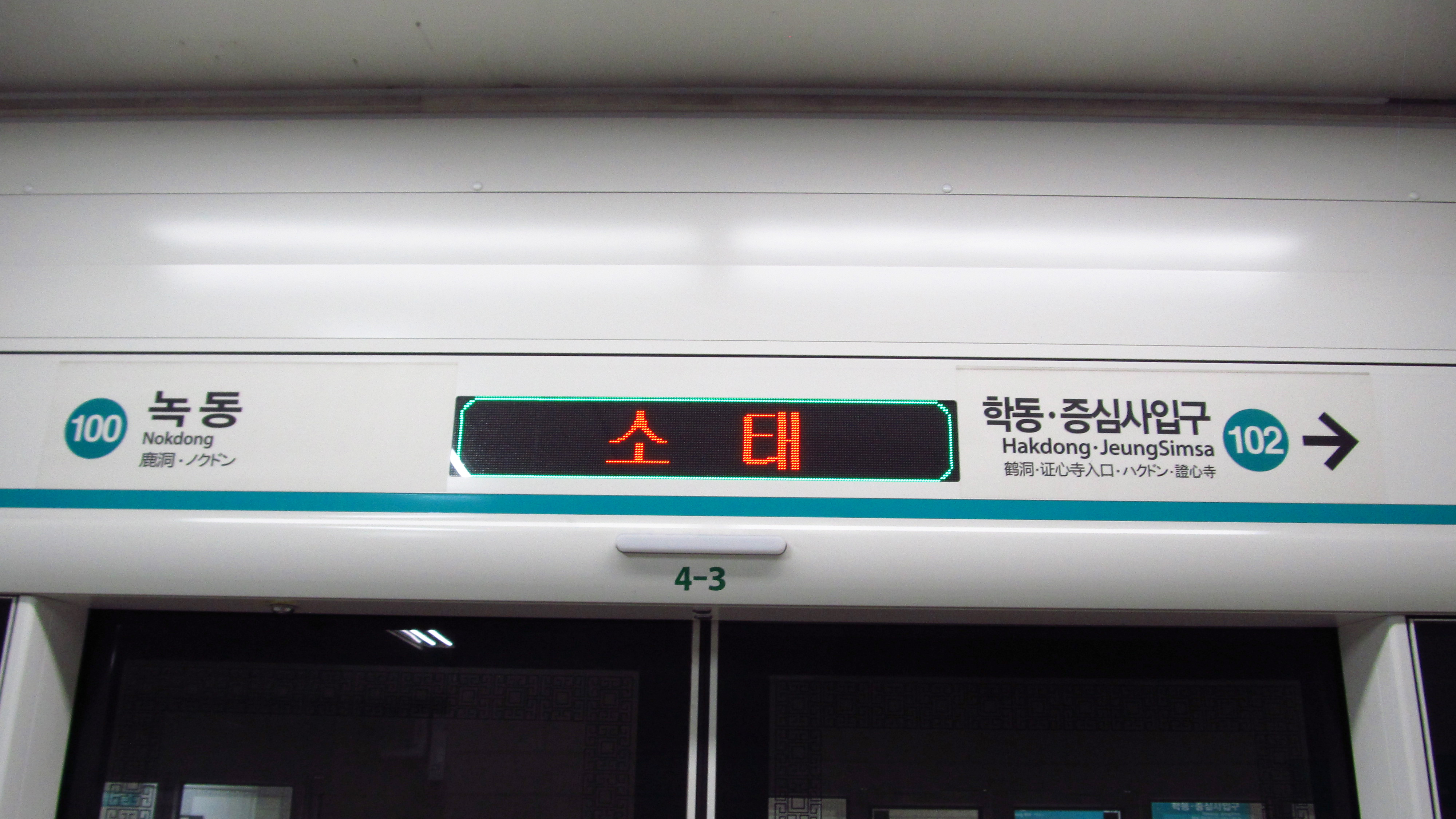
月台門資訊板
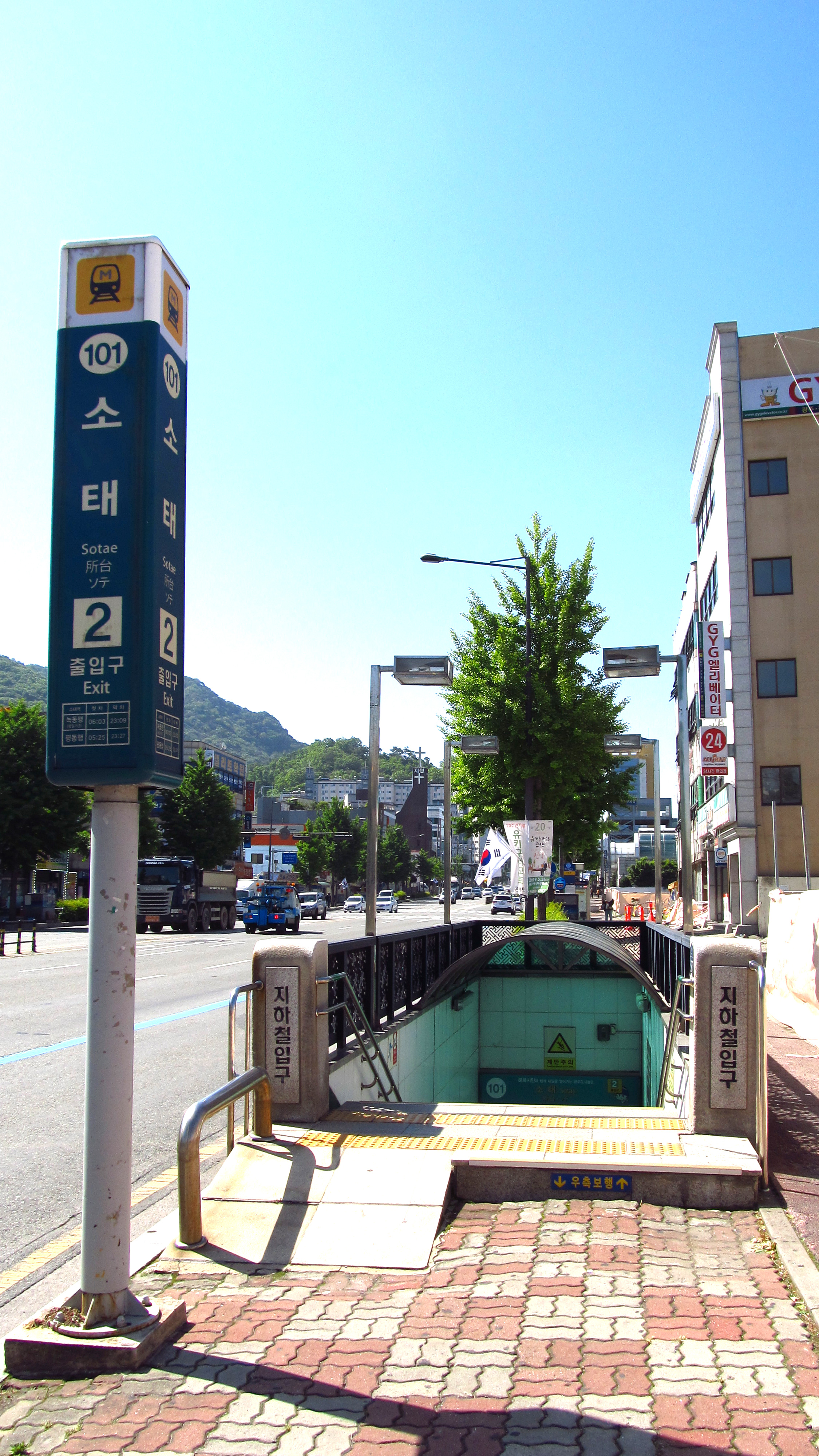
2號出口
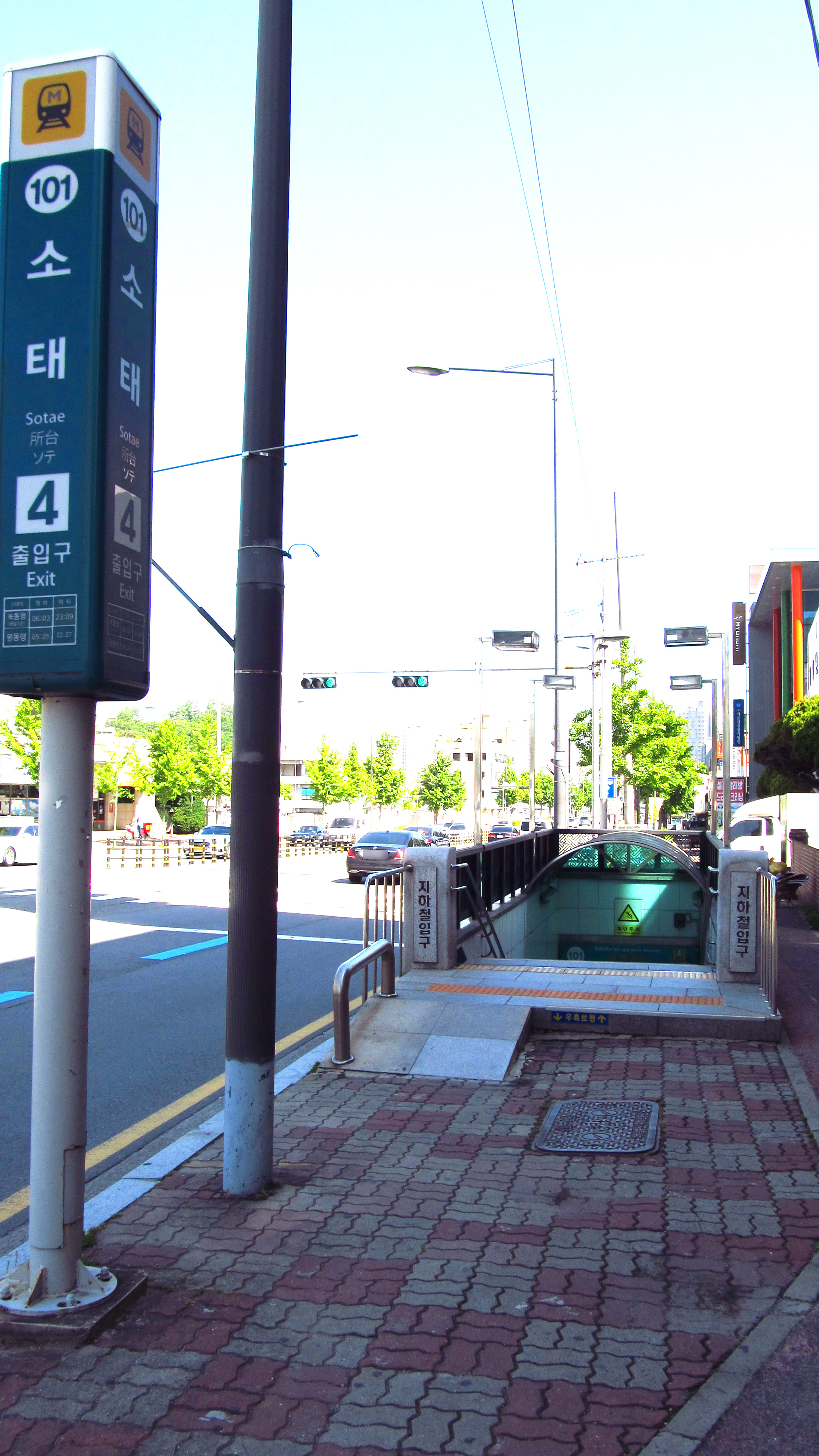
4號出口

## 相鄰車站
光州廣域市都市鐵道公社
●光州都市铁道1号线
鹿洞（100）－所台（101）－鶴洞·證心寺入口（102）